# Les Spann
Leslie Spann Jr. (23 de mayo de 1932-24 de enero de 1989) fue un guitarrista y flautista de jazz norteamericano. Aunque solo publicó un álbum como líder (Gemini, 1961), fue muy prolífico como músico de estudio colaborando en 78 sesiones de jazz de primera línea desde 1957 a 1967. Grabó, entre otros, con Nat Adderley, Benny Bailey, Bill Coleman, Eddie "Lockjaw" Davis, Curtis Fuller, Red Garland, Benny Goodman, Sam Jones, Abbey Lincoln, Charles Mingus, Duke Pearson, Jerome Richardson, Charlie Shavers, Sonny Stitt, Billy Taylor, Randy Weston y Ben Webster.
Según Marc Meyers, historiador y periodista colaborador en The Wall Street Journal, lo que hacía especial a Spann era que dominaba tanto la flauta como la guitarra y tal como reconoció el productor y fundador de Riverside Records, Orrin Keepnews, estos dos instrumentos estaban bastante solicitados durante sus años de actividad y no habían disponibles muchos músicos de sesión de primera categoría que tocaran los dos.

## Datos biogáficos
Les Spann nació en Pine Bluff, Arkansas, Estados Unidos. Atraído por la guitarra desde su infancia porque "siempre le gustó el sonido", aprendió a tocarla por sí mismo mientras asistía al instituto en la Jamaica High School en Queens, Nueva York, donde prosigue sus estudios musicales con el objetivo de dedicarse a la docencia. En 1949 debuta con la big band de Frazier Benefield, luego se traslada a Nashville para matricularse en música y composición en la Tennessee State University, donde eligió la flauta, ya que era un requisito aprender un segundo instrumento y entre 1950-1957 colabora en la banda universitaria Tennessee State Jazz Collegians como músico y arreglista.

## Carrera profesional
La verdadera carrera como músico de jazz de Spann comienza con su regreso a Nueva York en 1957 para tocar con la banda del pianista Phineas Newborn, Jr., coincidiendo con la llamada a filas de su amigo, el guitarrista Calvin Newborn, que le recomendó para que ocupara su lugar en el grupo de su hermano Phineas y prosigue en 1958 para tocar con el pianista Ronnel Bright. Lo que le dio el renombre musical a Spann fue la asociación con Dizzy Gillespie (1958-59) y con la big band de Quincy Jones (1959-61), con este último realiza una primera gira por Europa en 1960 como músico de su revista musical "Free And Easy". Después entra en el cuarteto del saxofonista Jerome Richardson y, vuelve a Europa en 1963 con Ella Fitzgerald con quien actúa en la televisión pública de Estocolmo en abril y en el Olympia de París en marzo de ese mismo año, con un cuarteto formado por Tommy Flanagan al piano, Jim Hughart al contrabajo y Gus Johnson a la batería.
En 1961 se publica su única grabación, Gemini para Jazzland records, una subsidiaria de Riverside Records. Producido por Orrin Keepnews, el álbum surge de dos sesiones de grabación el 8 y 16 de diciembre de 1960 en los Plaza Sound Studios de Nueva York, donde Spann lidera su quinteto formado por Julius Watkins (trompa), Tommy Flanagan (piano), Sam Jones (contrabajo) y con dos bateristas en sus ocho cortes, Albert "Tootie" Heath y Louis Hayes. Existen registros de otro proyecto discográfico de 8 temas, similar al de Gemini, en dos sesiones de grabación el 3 y 8 de noviembre de 1965 en Nueva York, para un segundo álbum que nunca vio la luz, ya que presumiblemente se perdió en un incendio de los almacenes de Atlantic Records. Para ese proyecto fallido constaba que Spann lideraba un quinteto formado por George Coleman (saxo tenor), Willie Ruff (trompa), Tommy Flanagan (piano), Paul West (contrabajo) y otros dos baterías que se alternaban en los distintos temas, Grady Tate y Frankie Dunlop.
Su última grabación de jazz conocida fue con Johnny Hodges, como uno de los guitarristas en su álbum de 1967 para RCA Triple Play. Desaparece de la escena musical a finales de la década de los 60.

### Estilo musical e instrumentos
Como flautista, Les Spann tenía un estilo agradable, con la vivacidad marcada por el bebop. Como guitarrista, mezclaba su estilo el bebop y el blues de una manera muy personal. Demuestra en su interpretación con la guitarra de jazz su ferviente admiración por Wes Montgomery, todavía sin descubrir, a quien escuchó en Indianápolis en 1953. A semejanza de su referente, es uno de los primeros en tocar sin púa con el pulgar de la mano derecha. Seguidor de la estética montgomeriana, construye sus improvisaciones en líneas melódicas concisas y perfectamente equilibradas, que empieza con notas sueltas y luego con octavas.
En la crítica del álbum de 1959 con el quinteto de Dizzie Gillespie Have Trumpet, Will Excite!,  la revista de jazz Down Beat describía así la interpretación de Spann: “Es un buen guitarrista, con una calidad tonal y una forma de ejecución breve y concisa: su flauta tiene un tono elevado, a veces demasiado decorativa, pero en la que domina su seguridad técnica”.
Spann tocaba principalmente las guitarras Guild, una marca que incluso publicitaba. En la portada de su disco Gemini aparece fotografiado con el modelo acústico electrificado Stuart A-500, que coincide con la que muestra el catálogo de 1960 de ésta marca, por entonces ubicada en Nueva Jersey; una guitarra de jazz tipo archtop con una sola pastilla movible y un único control de volumen montado sobre el golpeador. También aparece en la publicidad de Guild de 1967 con una adaptación del modelo "Artist Award" con la pastilla magnética de Guild, junto a un amplificador de válvulas también de la marca, modelo "Thunderbird" con dos altavoces (uno de 12' y otro de 8') que ya incluía efectos "reverb", trémolo e interruptor de pedal.
En el libro Jazzlife del fotógrafo William Claxton y el periodista Joachim-Ernst Berendt, aparece una curiosa instantánea del backstage del Festival de Jazz de Monterey de 1960 en la que puede verse a Les Spann en compañía de Gizzy Gillespie y Gerry Mulligan con una guitarra Rickenbacker 330F colgada mientras ensaya con la flauta.

## Discografía

### Como líder
- 1961 - Gemini (Jazzland)

### Como músico de sesión
Con Nat Adderley
- 1960 - That's Right! (Riverside)

Con Benny Bailey
- 1960 - Big Brass (Candid)

Con Bill Coleman
- 1960 - From Boogie To Funk (Brunswick)

Con Eddie "Lockjaw" Davis
- 1966 - Lock, The Fox (RCA Victor)

Con Wild Bill Davis
- 1961 - The Music From Milk And Honey con Charlie Shavers (Everest Records)
- 1962 - One More Time (Coral)

Con Duke Ellington
- 1959 - Side by Side (Verve) - con Johnny Hodges
- 1959 - Back to Back: Duke Ellington and Johnny Hodges Play the Blues (Verve) - con Johnny Hodges
- 1961 - Paris Blues (United Artists)

Con Mercer Ellington
- 1959 - Colors In Rithym (Coral)

Con Curtis Fuller
- 1961 - The Magnificent Trombone of Curtis Fuller (Epic)

Con Red Garland
- 1962 - Solar (Jazzland)

Con Dizzy Gillespie
- 1959 - The Ebullient Mr. Gillespie (Verve)
- 1959 - Have Trumpet, Will Excite! (Verve)

Con Benny Goodman
- 2009 - The King Of Swing: Best Of Yale Archives 1956-86 (Jazz Heritage Society)
- 2010 - Yale University Archives, Vol. 3: Live At The Rainbow Grill & Basin Street 1966-1967 & 1954  (Nimbus Records)

Con Wynonie Harris
- 1993 - Women, Whiskey And Fish Tail - Grabaciones 7 de noviembre de 1952 - 17 de julio de 1957 (Ace)

Con Johnny Hodges
- 1960 - The Smooth One (Verve)
- 1961 - Blue Hodge (Verve)
- 1967 - Triple Play (RCA Victor)

Con Eddie "Guitar Slim" Jones
- 1957 [1988] - Atco Sessions (Atlantic)

Con Quincy Jones
- 1959 - The Birth of a Band! (Mercury)
- 1959 - The Great Wide World of Quincy Jones (Mercury)
- 1960 - I Dig Dancers (Mercury)
- 1961 - At Basin Street East, con Billy Eckstine (Mercury)
- 1961 - Newport '61 (Mercury)
- 1961 - The Great Wide World of Quincy Jones: Live! (Mercury)
- 1994 - The Quincy Jones Big Band - Lausanne 1960 (TCB Records)
- 2013 - The Quincy Jones Big Band - Free And Easy! Live In Sweden 1960 (Candid Records)

Con Sam Jones
- 1961 - The Chant (Riverside)
- 1962 - Down Home (Riverside)

Con Abbey Lincoln
- 1959 - Abbey Is Blue (Riverside)

Con Charles Mingus
- 1962 [1994] - The Complete Town Hall Concert (Blue Note)

Con Phineas Newborn, Jr.
- 1957 - Phineas Newborn, Jr. Plays Harold Arlen's Music from Jamaica (RCA Victor)

Con Duke Pearson
- 1965 - Honeybuns (Atlantic)

Con Jerome Richardson
- 1962 - Going To The Movies (United Artist Jazz)

Con Sonny Stitt
- 1965 - The Matadores Meet the Bull (Roulette)
- 1966 - What's New!!! Sonny Stitt Plays The Varitone (Roulette)
- 1966 - I Keep Comin' Back! (Roulette)

Con Billy Taylor
- 1961 - Kwamina (Mercury)

Con Ben Webster
- 1959 - Ben Webster and Associates (Verve)

Con Randy Weston
- 1960 - Uhuru Afrika (Roulette)

Con Kai Winding
- 1964 - Mondo Cane #2 (Verve)